# Why Worry
"Why Worry" is een nummer van de Britse band Dire Straits. Het nummer verscheen als de vijfde track op hun meest succesvolle album Brothers in Arms uit 1985.

## Achtergrond
"Why Worry" is, net zoals de meeste nummers van Dire Straits, geschreven door zanger en gitarist Mark Knopfler. Het nummer is in twee verschillende versies uitgebracht. Op de lp-versie van het album staat het nummer met een lengte van 5:22 minuten, terwijl op de cd-versie een langere versie staat die 8:31 minuten duurt. Tevens verscheen de 3:56 minuten durende instrumentale outro van het nummer als B-kant op de singles "Brothers in Arms" en "Walk of Life". Deze outro bracht Knopfler later aan het twijfelen, waarbij hij in een interview met de BBC zei: "Het einde van "Why Worry" is vrij nutteloos voor mij geworden, al dat rondfietsen met mooie geluiden". In de tekst van het nummer biedt Knopfler troost aan een geliefde.
"Why Worry" is niet uitgebracht op een officiële single, maar kwam in 1986 wel uit als promotionele single. Het nummer "One World", dat eveneens afkomstig is van Brothers in Arms, stond op de B-kant van deze single. In 1986 werd het nummer gecoverd door Nana Mouskouri. Zij behaalde met haar versie de Nederlandse Top 40 niet en bleef steken op de zesde plaats in de Tipparade, maar in de Nationale Hitparade Top 100 kwam het tot plaats 43. Andere artiesten die het nummer opnamen, zijn onder anderen The Everly Brothers op hun album Born Yesterday uit 1985, Art Garfunkel op zijn album Up 'til Now uit 1993 en Jennifer Warnes op haar album Another Time, Another Place uit 2018. Benny Neyman nam een Nederlandstalige versie van het nummer op onder de titel "Meisje" met een zelfgeschreven tekst.

## Hitnoteringen

### Dire Straits

#### NPO Radio 2 Top 2000
| Nummer met noteringen in de NPO Radio 2 Top 2000 | '05  | '06 | '07 | '08  | '09 | '10 | '11 | '12 | '13 | '14 | '15  | '16  | '17  | '18  | '19  | '20  | '21  | '22  | '23  | '24  |
| ------------------------------------------------ | ---- | --- | --- | ---- | --- | --- | --- | --- | --- | --- | ---- | ---- | ---- | ---- | ---- | ---- | ---- | ---- | ---- | ---- |
| Why Worry                                        | 1323 | 783 | 707 | 1198 | 897 | 826 | 964 | 834 | 947 | 993 | 1031 | 1142 | 1163 | 1220 | 1130 | 1138 | 1031 | 1127 | 1160 | 1256 |

1. ↑  Een vetgedrukt getal geeft de hoogste notering aan.
2. ↑  2005 was het eerste jaar met een notering voor dit nummer.

#### Evergreen Top 1000
| Evergreen Top 1000 "Why Worry - Dire Straits" | Evergreen Top 1000 "Why Worry - Dire Straits" | Evergreen Top 1000 "Why Worry - Dire Straits" | Evergreen Top 1000 "Why Worry - Dire Straits" | Evergreen Top 1000 "Why Worry - Dire Straits" | Evergreen Top 1000 "Why Worry - Dire Straits" | Evergreen Top 1000 "Why Worry - Dire Straits" | Evergreen Top 1000 "Why Worry - Dire Straits" | Evergreen Top 1000 "Why Worry - Dire Straits" | Evergreen Top 1000 "Why Worry - Dire Straits" | Evergreen Top 1000 "Why Worry - Dire Straits" | Evergreen Top 1000 "Why Worry - Dire Straits" | Evergreen Top 1000 "Why Worry - Dire Straits" | Evergreen Top 1000 "Why Worry - Dire Straits" | Evergreen Top 1000 "Why Worry - Dire Straits" | Evergreen Top 1000 "Why Worry - Dire Straits" | Evergreen Top 1000 "Why Worry - Dire Straits" |
| Jaar                                          | 2008                                          | 2009                                          | 2010                                          | 2011                                          | 2012                                          | 2013                                          | 2014                                          | 2015                                          | 2016                                          | 2017                                          | 2018                                          | 2019                                          | 2020                                          | 2021                                          | 2022                                          | 2023                                          |
| --------------------------------------------- | --------------------------------------------- | --------------------------------------------- | --------------------------------------------- | --------------------------------------------- | --------------------------------------------- | --------------------------------------------- | --------------------------------------------- | --------------------------------------------- | --------------------------------------------- | --------------------------------------------- | --------------------------------------------- | --------------------------------------------- | --------------------------------------------- | --------------------------------------------- | --------------------------------------------- | --------------------------------------------- |
| Positie                                       | -                                             | -                                             | -                                             | -                                             | -                                             | -                                             | -                                             | -                                             | 330                                           | 360                                           | 238                                           | 187                                           | 203                                           | 197                                           | 157                                           | 276                                           |

### Nana Mouskouri

#### Nationale Hitparade Top 100
| Hitnotering: 07-02-1987 t/m 21-03-1987 | Hitnotering: 07-02-1987 t/m 21-03-1987 | Hitnotering: 07-02-1987 t/m 21-03-1987 | Hitnotering: 07-02-1987 t/m 21-03-1987 | Hitnotering: 07-02-1987 t/m 21-03-1987 | Hitnotering: 07-02-1987 t/m 21-03-1987 | Hitnotering: 07-02-1987 t/m 21-03-1987 | Hitnotering: 07-02-1987 t/m 21-03-1987 | Hitnotering: 07-02-1987 t/m 21-03-1987 |
| Week                                   | 1                                      | 2                                      | 3                                      | 4                                      | 5                                      | 6                                      | 7                                      |                                        |
| -------------------------------------- | -------------------------------------- | -------------------------------------- | -------------------------------------- | -------------------------------------- | -------------------------------------- | -------------------------------------- | -------------------------------------- | -------------------------------------- |
| Positie                                | 43                                     | 47                                     | 59                                     | 57                                     | 65                                     | 71                                     | 97                                     | uit                                    |